# 桜台駅 (東京都)

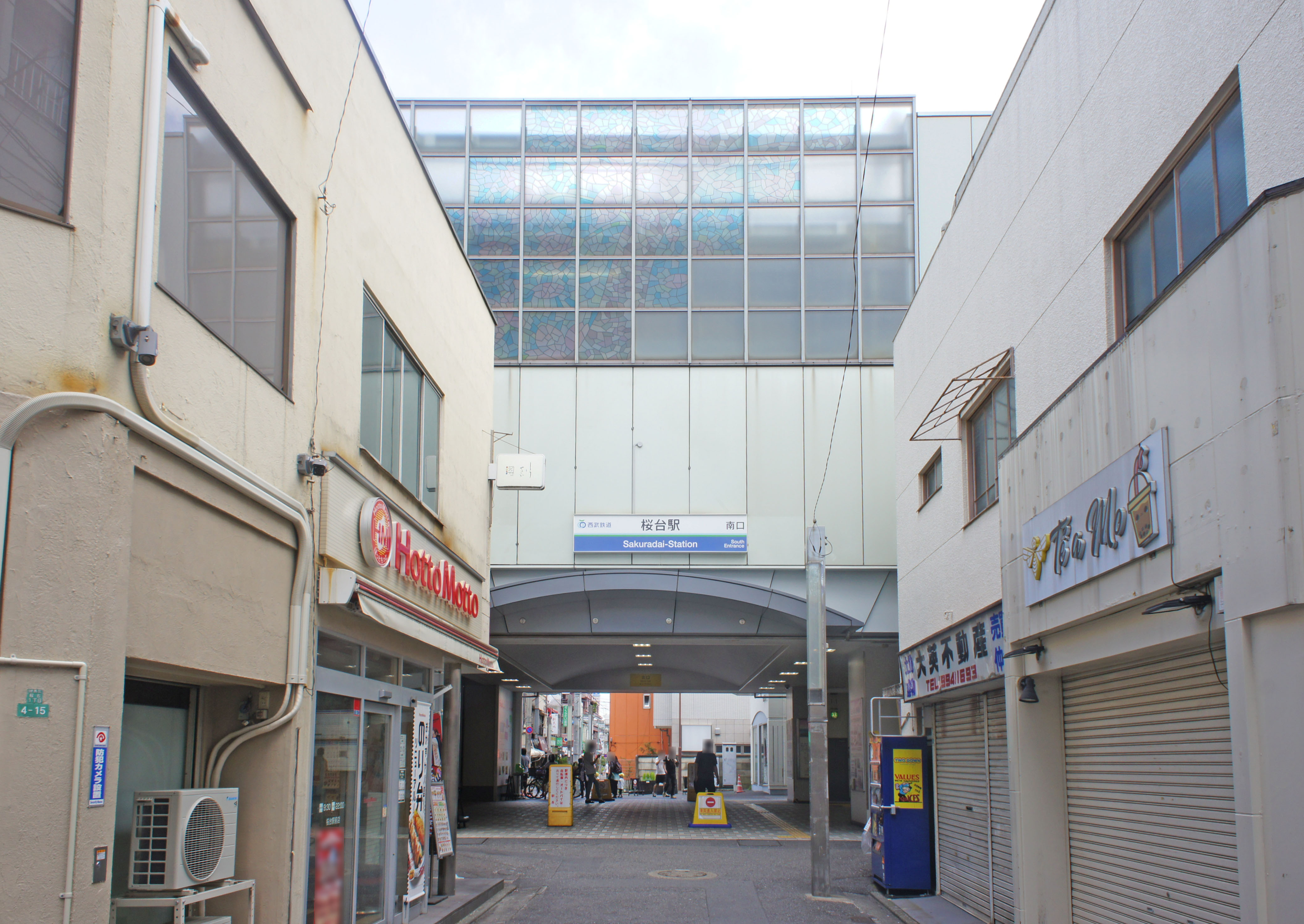
南口（2022年7月）

桜台駅（さくらだいえき）は、東京都練馬区桜台一丁目にある、西武鉄道池袋線の駅である。駅番号はSI05。
隣の練馬駅から分岐する豊島線の列車も利用可能である。

## 歴史
1934年（昭和9年）に昭和天皇誕生記念で石神井川沿いに有志により植えられた桜や、1915年（大正4年）に大正天皇即位の御大礼記念に植えられた千川上水堤の桜並木が駅周辺にあり、桜の名所であること、および石神井川南岸の台地であることから、駅名が創作された。地名として成立したのは1962年（昭和37年）のことである。

### 年表
- 1936年（昭和11年）7月10日 - 武蔵野鉄道武蔵野線の駅として、東京府東京市板橋区練馬南町3591番地に開業。
- 1945年（昭和20年）2月3日 - 戦時休止。
- 1948年（昭和23年）4月1日 - 営業再開。西武池袋線（当時、武蔵野線）で戦時休止から営業が再開されたのは桜台駅のみ。
- 1994年（平成6年）10月8日 - 下り線高架化[2]。
- 1997年（平成9年）8月2日 - 上り線高架化[3][4]。
- 2019年（令和元年）12月11日 - 商業施設「Emio桜台」がオープン[5]。

## 駅構造
島式ホーム1面2線を有する高架駅。ホーム有効長は10両編成分である。高架化された時点での有効長は8両編成分だったが、事故などの緊急時に本来は通過する列車が停車できるよう、練馬側に基礎工事がなされていた部分を利用して延長した。高架化される前は相対式ホーム2面2線の形態であった。待合室が設置されている。

### のりば
| ホーム | 路線           | 方向 | 行先                   |
| ------ | -------------- | ---- | ---------------------- |
| 1      | 池袋線・豊島線 | 下り | 所沢・飯能・豊島園方面 |
| 2      | 池袋線         | 上り | 江古田・池袋方面       |

（出典：西武鉄道:駅構内図）
発車標は、当初は1番ホーム側にのみ設置されていたが、西武鉄道の運行管理システム更新に伴い、2番ホームにも設置された。そのため、1番ホームと2番ホームで同一の内容を表示するものの、形状が異なっている。

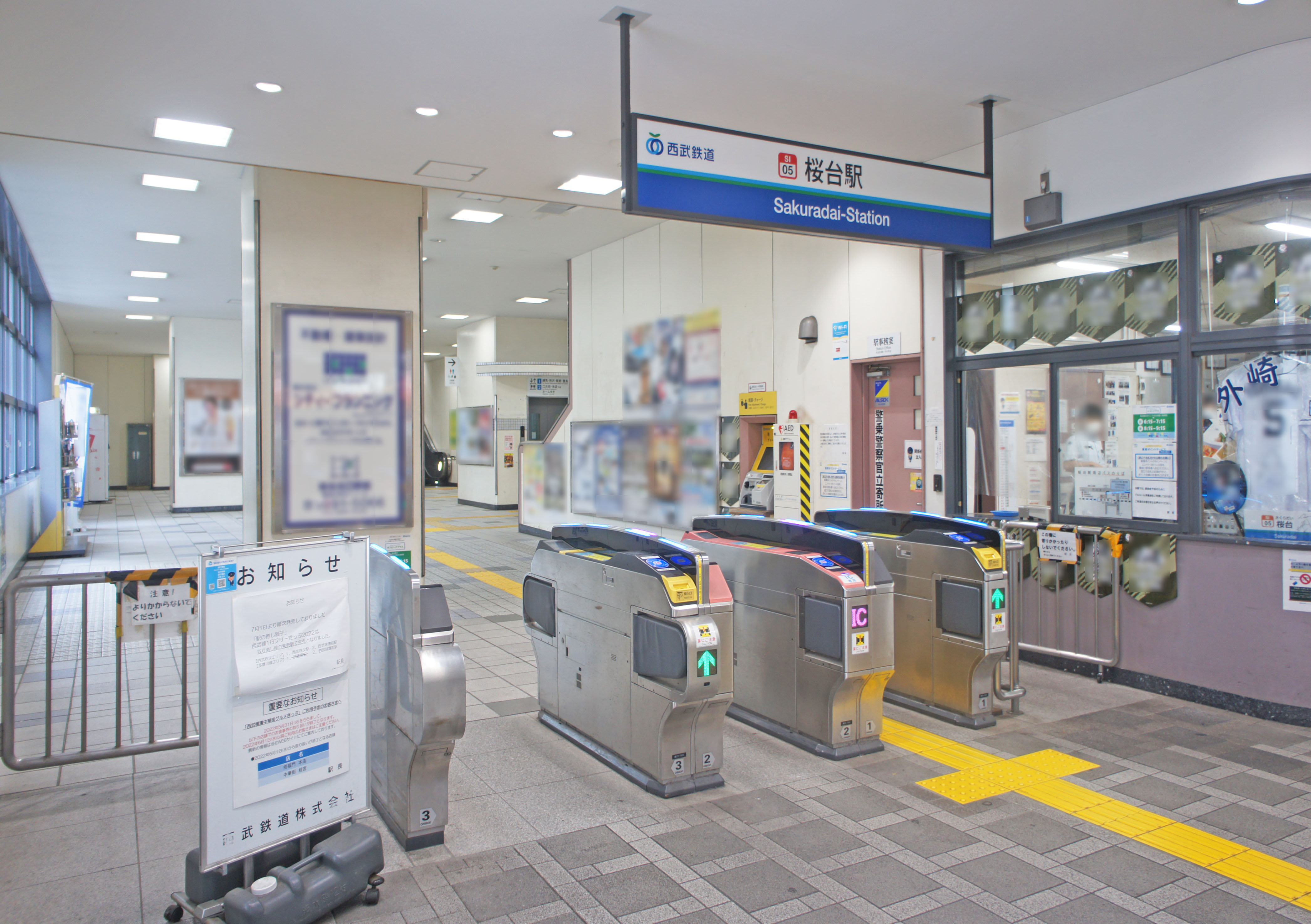
改札口（2022年7月）
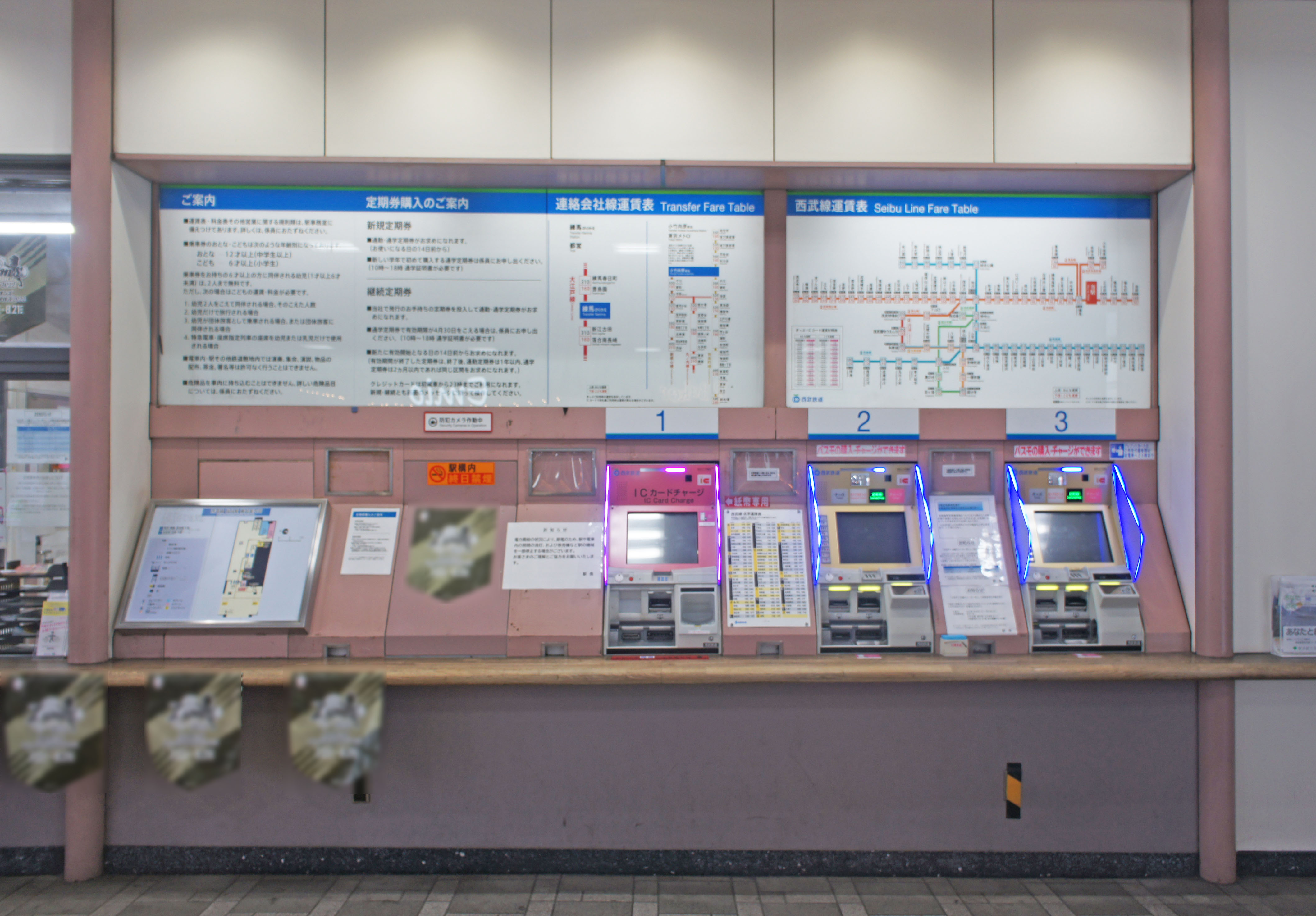
自動券売機（2022年7月）
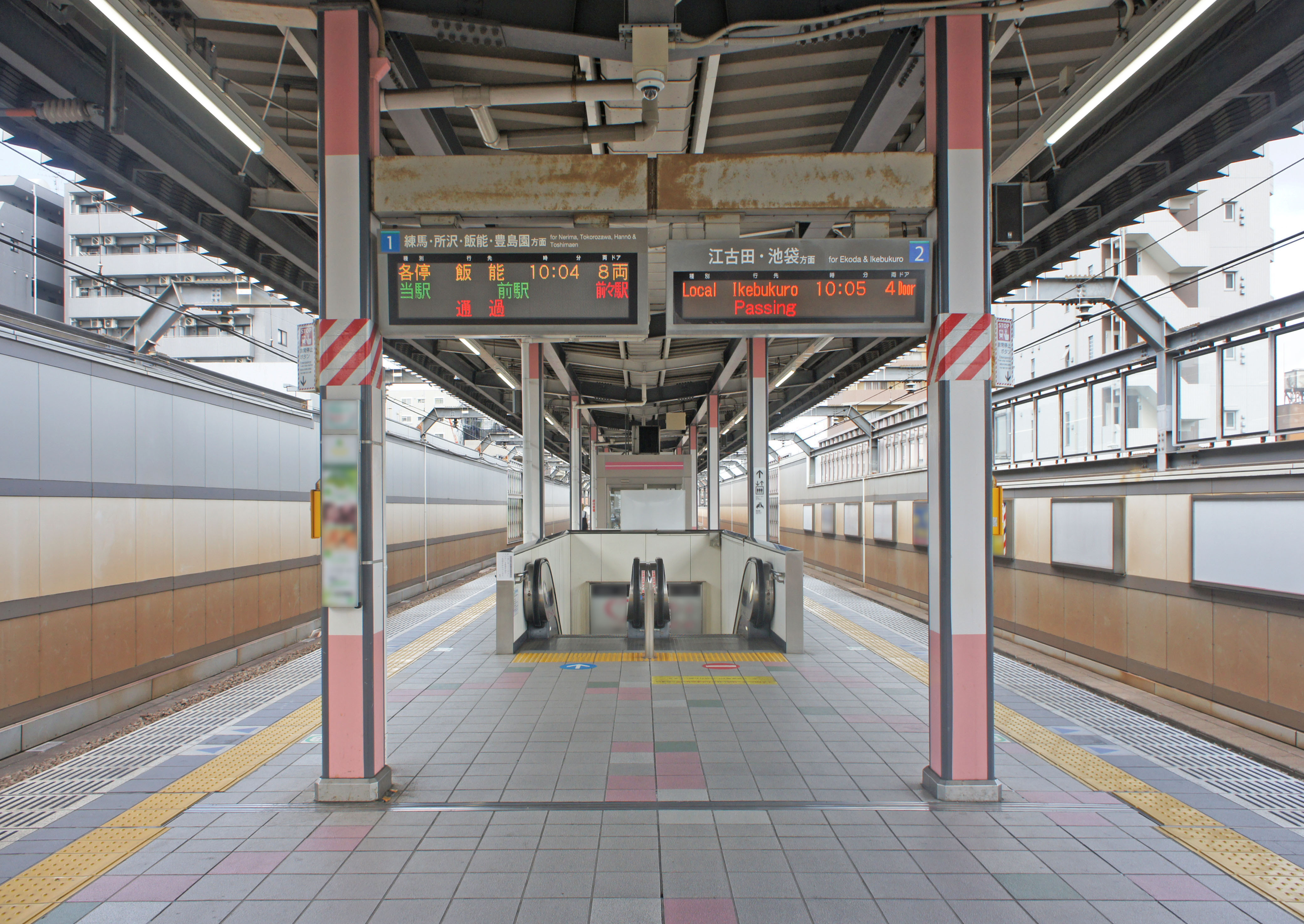
ホーム（2022年7月）

## 利用状況
2024年（令和6年）度の1日平均乗降人員は15,032人であり、西武鉄道全92駅中60位。
近年の1日平均乗降・乗車人員の推移は下記の通り。
| 年度               | 1日平均 乗降人員 | 1日平均 乗車人員 | 出典     |
| ------------------ | ---------------- | ---------------- | -------- |
| 1990年（平成02年） |                  | 10,759           | [ * 1 ]  |
| 1991年（平成03年） |                  | 11,090           | [ * 2 ]  |
| 1992年（平成04年） |                  | 10,879           | [ * 3 ]  |
| 1993年（平成05年） |                  | 10,655           | [ * 4 ]  |
| 1994年（平成06年） |                  | 9,885            | [ * 5 ]  |
| 1995年（平成07年） |                  | 9,180            | [ * 6 ]  |
| 1996年（平成08年） |                  | 8,792            | [ * 7 ]  |
| 1997年（平成09年） |                  | 8,304            | [ * 8 ]  |
| 1998年（平成10年） |                  | 7,630            | [ * 9 ]  |
| 1999年（平成11年） |                  | 7,456            | [ * 10 ] |
| 2000年（平成12年） |                  | 7,296            | [ * 11 ] |
| 2001年（平成13年） |                  | 7,118            | [ * 12 ] |
| 2002年（平成14年） | 14,452           | 6,935            | [ * 13 ] |
| 2003年（平成15年） | 14,303           | 6,873            | [ * 14 ] |
| 2004年（平成16年） | 14,245           | 6,848            | [ * 15 ] |
| 2005年（平成17年） | 14,001           | 6,743            | [ * 16 ] |
| 2006年（平成18年） | 14,214           | 6,841            | [ * 17 ] |
| 2007年（平成19年） | 14,511           | 7,089            | [ * 18 ] |
| 2008年（平成20年） | 14,307           | 7,023            | [ * 19 ] |
| 2009年（平成21年） | 13,872           | 6,815            | [ * 20 ] |
| 2010年（平成22年） | 13,053           | 6,572            | [ * 21 ] |
| 2011年（平成23年） | 12,978           | 6,449            | [ * 22 ] |
| 2012年（平成24年） | 13,376           | 6,676            | [ * 23 ] |
| 2013年（平成25年） | 13,674           | 6,864            | [ * 24 ] |
| 2014年（平成26年） | 13,756           | 6,903            | [ * 25 ] |
| 2015年（平成27年） | 14,132           | 7,087            | [ * 26 ] |
| 2016年（平成28年） | 14,162           | 7,099            | [ * 27 ] |
| 2017年（平成29年） | 14,491           | 7,260            | [ * 28 ] |
| 2018年（平成30年） | 15,087           | 7,553            | [ * 29 ] |
| 2019年（令和元年） | 14,889           | 7,454            | [ * 30 ] |
| 2020年（令和02年） | 11,932           |                  |          |
| 2021年（令和03年） | 13,090           |                  |          |
| 2022年（令和04年） | 14,154           |                  |          |
| 2023年（令和05年） | 14,704           |                  |          |
| 2024年（令和06年） | 15,032           |                  |          |

## 駅周辺
- 西友桜台店
- 千川通り
- 練馬区桜台地域集会所（環状七号線そば、徒歩6分程）

練馬区桜台出張所は、2017年（平成29年）年度末をもって業務を終了した。
- 練馬区立豊玉リサイクルセンター
  - 練馬清掃事務所
- 警視庁練馬警察署 桜台交番
- 練馬区立豊玉第二小学校
- 武蔵大学・武蔵高等学校中学校
- 東京都下水道局 西部第二下水道事務所練馬出張所
- 都営バス　東京都交通局 北自動車営業所 練馬支所
- 練馬桜台郵便局
- みずほ銀行 桜台支店
- 新桜台駅（西武有楽町線、環状七号線地下）は北へ徒歩7分程の所にある。

## バス路線

### 桜台駅・桜台駅前
駅南西の千川通り・桜台通り上に設置。停留所名は関東バスが「桜台駅」、都営バスが「桜台駅前」。
2014年4月15日までは、桜台通りに国際興業バスの光03が運行されていた。
- 関東バス
  - 高60：高円寺駅北口行（最終便のみ高円寺駅南口まで運行）
- 都営バス
  - 白61：新宿駅西口行
  - 池65：池袋駅東口行 / 練馬車庫前行

白61・練68系統の練馬駅方面はバス停が設置されていないため通過する。
都営バスはいずれの系統も本数が少ないが、白61系統の多数の便が折り返す「練馬車庫前」停留所へも徒歩でアクセスが可能である。

### 豊玉北
駅から約300メートル南側の環七通り上に設置。
- 関東バス
  - 赤31：赤羽駅東口行 / 高円寺駅北口行
- 国際興業バス
  - 赤31：赤羽駅東口行 / 高円寺駅北口行
  - 赤31-2：赤羽車庫行（平日のみ運行）
- 都営バス
  - 王78：王子駅前行・大和町行 / 新宿駅西口行・杉並車庫前行

### 桜台駅通り
駅から約500メートル南側の桜台通り・目白通り上に設置。
- 関東バス
  - 高60：高円寺駅北口行（最終便のみ高円寺駅南口まで運行）
- 西武バス
  - 練48-1：新江古田駅行 / 大泉学園駅北口行（土曜のみ運行）

## 隣の駅
西武鉄道
 池袋線（豊島線直通を含む）
■快速急行・■急行・■通勤急行・■快速・■通勤準急・■準急
通過
■各駅停車
江古田駅 (SI04) - 桜台駅 (SI05) - 練馬駅 (SI06)

#### 利用状況に関する出典
東京都統計年鑑
1. ↑  東京都統計年鑑（平成2年）
2. ↑  東京都統計年鑑（平成3年）
3. ↑  東京都統計年鑑（平成4年）
4. ↑  東京都統計年鑑（平成5年）
5. ↑  東京都統計年鑑（平成6年）
6. ↑  東京都統計年鑑（平成7年）
7. ↑  東京都統計年鑑（平成8年）
8. ↑  東京都統計年鑑（平成9年）
9. ↑  東京都統計年鑑（平成10年） (PDF)
10. ↑  東京都統計年鑑（平成11年） (PDF)
11. ↑  東京都統計年鑑（平成12年）
12. ↑  東京都統計年鑑（平成13年）
13. ↑  東京都統計年鑑（平成14年）
14. ↑  東京都統計年鑑（平成15年）
15. ↑  東京都統計年鑑（平成16年）
16. ↑  東京都統計年鑑（平成17年）
17. ↑  東京都統計年鑑（平成18年）
18. ↑  東京都統計年鑑（平成19年）
19. ↑  東京都統計年鑑（平成20年）
20. ↑  東京都統計年鑑（平成21年）
21. ↑  東京都統計年鑑（平成22年）
22. ↑  東京都統計年鑑（平成23年）
23. ↑  東京都統計年鑑（平成24年）
24. ↑  東京都統計年鑑（平成25年）
25. ↑  東京都統計年鑑（平成26年）
26. ↑  東京都統計年鑑（平成27年）
27. ↑  東京都統計年鑑（平成28年）
28. ↑  東京都統計年鑑（平成29年）
29. ↑  東京都統計年鑑（平成30年）
30. ↑  東京都統計年鑑（平成31年・令和元年）

西武鉄道の1日平均利用客数
1. 1 2 3  “駅別乗降人員（2024年度１日平均）” (pdf).   西武鉄道. 2025年6月7日閲覧。
2. ↑  駅別乗降人員（2020年度1日平均） - ウェイバックマシン（2021年9月23日アーカイブ分）、2022年8月18日閲覧
3. ↑  駅別乗降人員（2021年度1日平均） - ウェイバックマシン（2022年7月8日アーカイブ分）、2022年8月18日閲覧
4. ↑  “駅別乗降人員（2022年度1日平均）” (pdf).   西武鉄道. 2023年7月15日閲覧。
5. ↑  “駅別乗降人員（2022年度１日平均）” (pdf).   西武鉄道. 2024年6月21日閲覧。